# Cycling Manager (jeu vidéo)
Cycling Manager est un de jeu de gestion de cyclisme sorti sur Windows en 2001. Il a été développé par Cyanide et édité par Focus.

## Système de jeu
Le jeu propose au joueur de contrôler une équipe cycliste au travers de 128 courses. La base de données contient 400 cyclistes et 20 équipes. Le jeu est une simulation.

## Accueil
Le jeu a reçu un accueil allant du très médiocre à convenable. Gamekult a attribué 3/10 au jeu et Jeuxvideo.com lui a attribué 14/20. L'un des principaux reproches des tests est que les graphismes sont très décevants.